# Hentzia zombia
Hentzia zombia là một loài nhện trong họ Salticidae.
Loài này thuộc chi Hentzia. Hentzia zombia được Richman miêu tả năm 1989.